# Севиль (опера)
«Севиль» (азерб. Sevil) — лирико-психологическая опера в 4-х действиях, написанная в 1949—1952 гг. азербайджанским композитором Фикретом Амировым по мотивам одноимённой драмы азербайджанского драматурга Джафара Джаббарлы. Либретто на азербайджанском Талета Эюбова.
Впервые была поставлена на сцене Азербайджанского театра оперы и балета имени М. Ф. Ахундова в Баку в 1953 году. Вторая редакция оперы относится к 1955 году, а третья — к 1959. Опера посвящена теме раскрепощения азербайджанской женщины. События охватывают два периода истории Азербайджана — канун Октябрьской революции и годы строительства социалистического государства.

## Действующие лица
| Персонажи                              | Голоса               | Первые исполнители (25 декабря 1953 года, Баку) |
| -------------------------------------- | -------------------- | ----------------------------------------------- |
| Севиль                                 | сопрано              | В. А. Абишева                                   |
| Балаш, её муж                          | тенор                | Р. М. Бейбутов                                  |
| Гюлюш, сестра Балаша                   | меццо-сопрано        | Р. М. Джабарова                                 |
| Атакиши, отец Балаша                   | баритон              | А. Б. Буниятзаде                                |
| Бабакиши, отец Севиль                  | тенор                |                                                 |
| Дильбер                                | колоратурное сопрано | Н. Э. Мартиросова                               |
| Абдулалибек                            | баритон или бас      |                                                 |
| Мамедалибек                            | тенор                |                                                 |
| Тафта                                  | меццо-сопрано        |                                                 |
| Гюндюз, сын Севиль и Балаша            | без пения            |                                                 |
| Женщины, демонстранты, пионеры и гости |                      |                                                 |

## Краткое содержание
Действие оперы происходит в Баку в 1918—1919 году; 4-е действие — спустя десять лет.
Балаш, сын простого крестьянина Атакиши, добившись «положения» в обществе, усвоил внешний «европейский лоск», но по существу так и остался невеждой и мещанином. В простой любящей жене Севиль его отталкивает отсутствие «светскости». Балаш видит свой идеал в мещанке Дильбер, прошедшей в Париже «курс маникюра» и считающейся законодательницей «хорошего тона» в салонах мусаватистов.
По наущению Дильбэр Балаш выгоняет Севиль из дому и разлучает её с маленьким сыном Гюндюзом. Дильбэр использует Балаша, который имеет доступ к государственной казне, в корыстных интересах своих друзей — Абдулалибека и Мамедалибека. Сестра Балаша — молодая девушка Гюлюш — вступается за права Севиль. Гюлюш, Атакиши и отец Севиль — Баба-киши, возмущенные низостью Балаша, отворачиваются от него.
Вскоре сознание Севиль пробуждают революционные события. Сбросив чадру, она решительно восстает против косных традиций и твердо идет к намеченной цели. Завершив образование в Москве, счастливая Севиль возвращается в Баку.
Опустившийся вконец Балаш сознает низость своих поступков. Однако уже поздно: Севиль не верит его мольбам о прощении, уверениям в любви. Советская действительность выбросила за борт Балаша и его друзей.

## Постановки оперы

Рашид Бейбутов в роли Балаша. Постановка 1959 года

Премьера оперы состоялась 25 декабря 1953 года в Баку, на сцене Азербайджанского театра оперы и балета имени М. Ф. Ахундова. Дирижёром был Афрасияб Бадалбейли. Постановщик — Мехти Мамедов. Художники — И. А. Сеидова и Э. Г. Алмасзаде. Роли исполняли: Севиль — В. А. Абишева; Балаш — Р. М. Бейбутов; Гюлюш — Р. М. Джабарова; Атакиши — А. Б. Буниятзаде: Дильбер — Н. Э. Мартиросова.
Премьера оперы во второй редакции состоялась 8 мая 1955 года в Баку. Дирижёр — А. Б. Бадалбейли. Роли исполняли: Севиль — Ф. Ю. Ахмедова; Балаш — К. Я. Мамедов. Клавир оперы был издан издательством «Азмузгиз» в Баку в 1957 году.
Премьера оперы в третьей редакции состоялась 21 марта 1959 года в Баку. Дирижёр — А. Б. Бадалбейли. Художник Э. Д. Фаталиев. Севиль — Ф. Ю. Ахмедова; Балаш — Р. М. Бейбутов; Гюлюш — Р. М. Джабарова; Атакиши — А. Б. Буниятзаде; Дильбер — Н. Э. Мартиросова, М. С. Титаренко. В 1959 году опера в данной редакции была поставлена в Москве, в Большом театре, на декаде азербайджанского искусства и литературы. Дирижёром был Ниязи.
16 марта 2011 года опера была поставлена на сцене Азербайджанского государственного театра оперы и балета в рамках международного фестиваля «Мир мугама». Азер Зейналов исполнял партию Балаша, Гарина Керимова – Севиль, Чинара Ширин - Дилбер. Поставил оперу Хафис Кулиев.

## Критика
Музыковед Людмила Карагичева, называя оперу «Севиль» лирико-психологической оперой, отмечает, что её несомненными достоинствами являются: мелодическое богатство, выпуклые музыкальные характеристики героев, разнообразие приемов музыкального развития. По словам Карагичевой, особенно привлекает правдивый образ Севиль, наделенный чертами сердечности, мягкости и вместе с тем решительности. Партия Севиль, согласно Карагичевой, очень мелодична и национально-колоритна.
Азербайджанский композитор и педагог Кара Караев писал:
Написанная по одноименной пьесе классика азербайджанской драматургии Д. Джабарлы, опера «Севиль» поднимает большую тему о судьбе азербайджанки, прошедшей сложный и трудный путь от бесправия и мрака прошлого к новой, светлой доле. Духовный мир действующих лиц, их переживания неотделимы в опере от событий общественной жизни.
Авторы книги «Оперные либретто», изданной под редакцией Вероники Панкратовой, отмечают, что в ярких музыкальных образах, в оперных формах, выросших на основе народной музыки, воплощена глубоко прогрессивная идея драмы Джаббарлы, а музыка оперы отличается мелодическим богатством, оригинальным подходом к решению лирических и массовых сцен. В этом произведении, как отмечают авторы, намечена новая для азербайджанской оперы линия психологической музыкальной драмы на основе современной тематики.

## Экранизация
В 1970 году на киностудии «Азербайджанфильм» режиссёром Владимиром Гориккером был снят одноимённый фильм-опера по мотивам оперы Амирова. Авторами сценария фильма являлись В. Гориккер, А. Донатов, Т. Эйюбов; главный оператор Р. Исмайлов; художник-постановщик Э. Рзакулиев; композитор Фикрет Амиров; звукооператор Г. Коренблюм; художник по костюмам Б. Афганлы, дирижёр — Ю. Аранович; директором картины был А. Дудиев.
В ролях выступили Валентина Асланова (Севиль), Гасан Мамедов (Балаш), Земфира Исмайлова (Гюлюш), Сафура Ибрагимова (Дильбер), Гамлет Курбанов (Абдулалибек), Мамедсадых Нуриев (Мамедалибек), Гасанага Турабов (Рустамов), Рза Афганлы (Атакиши), Агарза Кулиев (Бабакиши), Лейла Бедирбейли (Тафта) и др.
Пели М. Касрашвили (Севиль), Лютфияр Иманов (Балаш), Г. Олейниченко (Дильбер), Р. Джабарова (Гюлюш), а также Г. Панков, Т. Синявская, В. Власов, М. Звездина, Л. Вернигора, Н. Новоселова, В. Курбанов, В. Нартов, Ф. Мехтиев, И. Рзаев.